# 岡本太郎記念館
岡本太郎記念館（おかもとたろうきねんかん）は、東京・港区南青山にある私立美術館。芸術家・岡本太郎の自宅兼アトリエだった邸宅を、没後に改修し記念館としている。

## 概要
岡本太郎記念館には、多くの彫刻、デッサン、エスキースなどが展示保存されている。1階は使用していた筆や絵具、2階は油絵、彫刻作品などが展示されている。館内の写真撮影は自由である。
岡本太郎記念館を運営する財団法人「岡本太郎記念現代芸術振興財団」は、岡本太郎が病没した約1年後の1997年（平成9年）の2月に設立され、記念館は1998年（平成10年）5月開館した。
館長（2代目で兼常務理事）は平野暁臣で、財団法人理事長は清水井敏夫（実業家）、理事は構造家・中田捷夫、美術評論家・山下裕二、絵画修復家・吉村絵美留、評議員は関根光才、椹木野衣、河口洋一郎、大谷省吾、和多利浩一の全5名、顧問は糸井重里、川崎市長・福田紀彦、裏千家・千玄室である。かつては阿部孝夫（元・川崎市長）、福原義春（資生堂名誉会長、故人）も名を連ねていた。

## 歴史
岡本太郎は1953年（昭和28年）より、84歳で没した1996年（平成8年）まで42年に渡り、この青山の邸宅に暮らし、各地を巡りながら創作活動を行っていた。
父・一平時代の旧居は1945年（昭和20年）5月、アメリカ軍・B29による東京大空襲（山の手大空襲）で焼失した。この旧居で両親の一平とかの子と共に長年暮らし、一家はここから1930年代にヨーロッパに旅立っている。なお空襲時は太郎は兵役、一平は岐阜に疎開し同地で没した。住居表示施行前の旧住所表記は「青山高樹町三番地」であった。
日本の敗戦後の1953年に再建された建物は、友人の建築家・坂倉準三（ル・コルビュジェの弟子）の設計で建てられ、太郎自身の要望により、積み上げたブロックの壁の上に凸レンズ形の屋根の乗った独自の形象をしており、壁には岡本の描く顔と「TARO」の赤いサインが入っている。1970年（昭和45年）に行われた大阪万国博の太陽の塔の構想もここで練られた。

## 開館時間

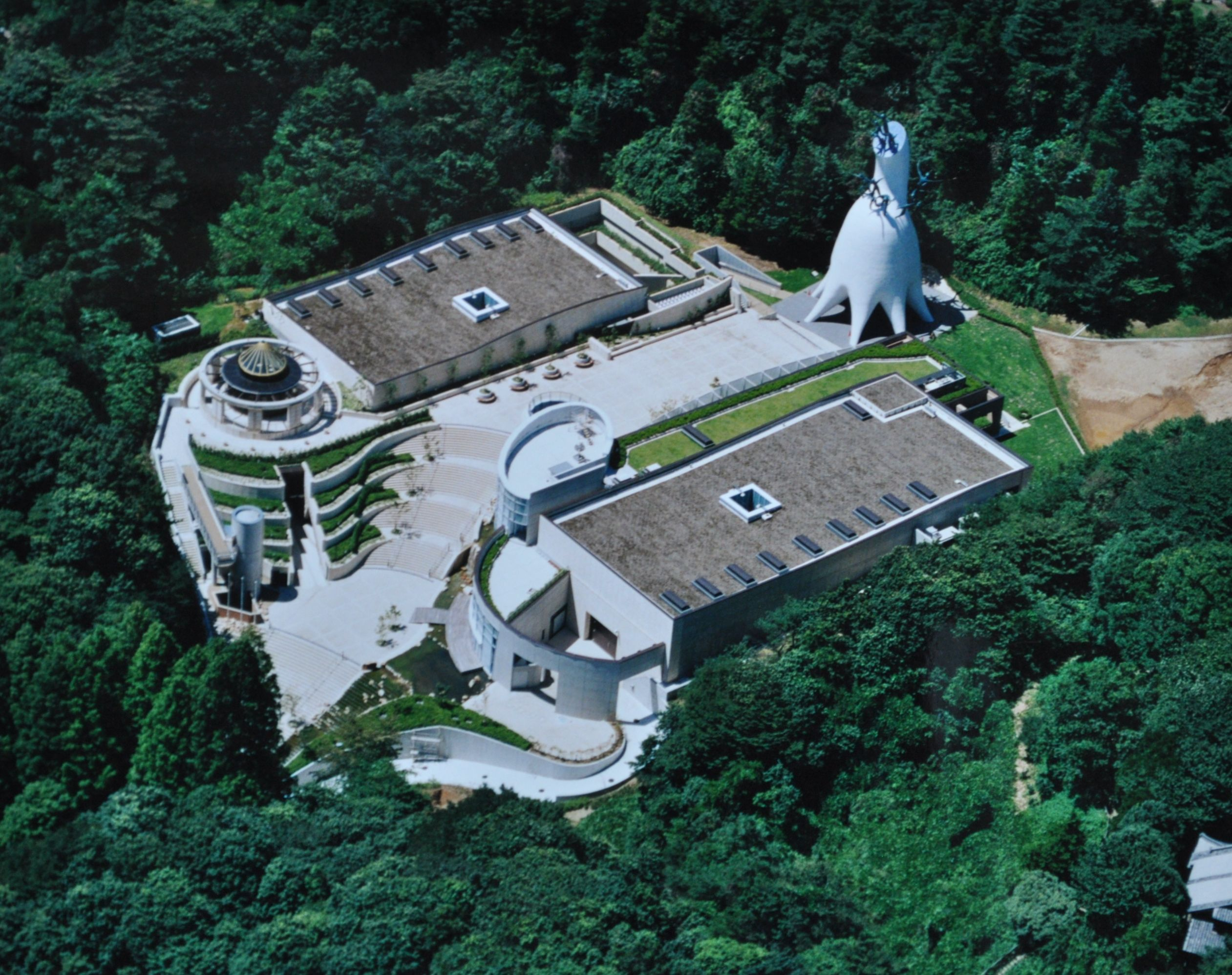
川崎市多摩区枡形にある川崎市岡本太郎美術館

- 10:00〜18:00（入館は17:30まで）
- 火曜日 休館（祝日の場合は開館）

- 観覧料
  - 一般 650円
  - 小学生 300円
  - 15人以上は100円引き